# Ministère de la Justice (Azerbaïdjan)
Pour les articles homonymes, voir Ministère de la Justice.
Le Ministère de la Justice de l'Azerbaïdjan (en azerbaïdjanais : Azərbaycan Respublikasının Ədliyyə Nazirliyi) est un organisme gouvernemental au sein du Cabinet de l'Azerbaïdjan chargé de réglementer le système judiciaire, de superviser le ministère public, de maintenir le système juridique et de maintenir l'ordre public ainsi que de réformer la loi.

## Histoire
Le ministère de la Justice a été l'un des premiers ministères de la République démocratique d'Azerbaïdjan créé le 28 mai 1918, jour de la déclaration d'indépendance de l'Azerbaïdjan. Son statut a été ratifié par l'Assemblée nationale d'Azerbaïdjan le 22 novembre 1918. Après l'occupation de la République démocratique d'Azerbaïdjan par la XIe Armée de la Russie soviétique en mai 1920, le ministère de la Justice fut aboli et, sur décision du Comité révolutionnaire d'Azerbaïdjan, le Commissariat à la justice du peuple fut créé.
En 1930, le Commissariat est liquidé et toutes ses compétences sont transférées à la Cour suprême, au Comité exécutif central, au bureau du procureur et à d'autres organes.
En 1933, le Commissariat du peuple à la justice fut réorganisé. Il était chargé de rédiger les projets de loi, d'interpréter les lois, de former le personnel judiciaire, de fournir une assistance juridique à la population, de gérer le système pénitentiaire, etc.
En 1937, le nouveau statut du commissariat du peuple à la justice est approuvé. En conséquence, les pouvoirs du Commissariat du peuple à la justice étaient considérablement limités.
En 1959, le ministère de la Justice fut à nouveau aboli et la gestion de toutes les activités du pouvoir judiciaire fut transférée à la Cour suprême.
Le deuxième anniversaire du ministère de la Justice de la RSS d'Azerbaïdjan est censé être le 27 octobre 1970, date à laquelle Heydar Aliyev est arrivé au pouvoir dans la république.
Par décret présidentiel du 11 novembre 2000, le jour de l'approbation du premier règlement du ministère de la Justice (le 22 novembre) a été déclaré journée professionnelle pour les magistrats.
Le nouveau "Statut du Ministère de la justice" a été approuvé par décret présidentiel du 18 avril 2006 afin de moderniser la base juridique du ministère et de la mettre en conformité avec les normes internationales.

## Structure
Le ministère gère les politiques et la gestion de l'État dans le domaine de la justice grâce à son expertise juridique, à la tenue de registres et à l'enregistrement des actes juridiques par l'État. Il participe également à l'élaboration de lois, à la rédaction de lois, à la formulation de propositions de projets d'actes juridiques et à la sensibilisation à la législation. Le ministère supervise également l'enregistrement par l'État des personnes morales et tient un registre des publications. Les activités notariales, l'enregistrement d'actes de l'état civil, les questions intergouvernementales en matière d'adoption, la légalisation de documents entrent également dans le champ d'activité du ministère. En outre, l'agence est chargée de l'exécution des décisions de justice, de la gestion organisationnelle des tribunaux, de la collecte de données judiciaires ainsi que de l'enregistrement des conventions de subvention à attribuer aux organisations à but non lucratif. Le ministère est actuellement dirigé par Fikrat Mammadov, nommé en avril 2000.

### Liste des fonctions du ministère
- participe à la formation d'une politique étatique uniforme dans le domaine de la justice et assure la mise en œuvre de cette politique;
- assure le développement du pouvoir judiciaire;
- dirige l'application de la loi;
- prépare des projets d'actes législatifs, procède à l'examen juridique d'actes juridiques normatifs et à l'enregistrement public;
- assure les activités de notaire;
- procède à l'enregistrement public des entités juridiques non commerciales, des représentations et des succursales d'entités juridiques étrangères non commerciales;
- met en place un registre unique de données des inspections effectuées dans le domaine de l'entrepreneuriat;
- tient le registre d'État de la population de la République d'Azerbaïdjan;
- soutient les activités des tribunaux, des établissements pénitentiaires et des municipalités conformément à la législation;
- effectue des recherches et des études juridiques;
- veille au respect des engagements souscrits par la République d'Azerbaïdjan, régis par les accords internationaux conclus par la République d'Azerbaïdjan;
- fonctionne dans d'autres directions définies par la législation[3].

## Organisation
Le ministère de la Justice est dirigé par le ministre de la Justice, qui compte trois adjoints, ainsi que le chef du service pénitentiaire.
La structure du ministère de la justice de l'Azerbaïdjan comprend:
- Direction générale de l'organisation et du contrôle
- Direction générale de la législation
- Direction générale de l'enregistrement et des notaires
- Direction générale de l'exécution forcée
- Centre administratif municipal
- Service de probation
- Département de la coopération internationale
- Département des droits de l'homme et des relations publiques
- Département d'enquête
- Administration des ressources humaines
- Inspection de l'application des peines
- Le secretariat
- Le département des finances et des assurances
- Département de gestion des technologies de l'information et de la communication[3]

Les organes juridiques du ministère de la Justice de la République d'Azerbaïdjan sont:
- Service pénitentiaire
- Académie judiciaire
- Service médical central
- Institut d'expertise juridique
- Département du registre de la population de la République d'Azerbaïdjan
- Organisations régionales, locales et autres[3]

## Liste des ministres

### République démocratique d'Azerbaïdjan (1918-1920)
- Khalil bey Khasmammadov (1918)
- Fatali Khan Khoyski (1918)
- Teymur Bey Makinski (1918-1919)
- Aslan Bey Sefikurdski (1919)
- Khalil bey Khasmammadov (1919-1920)

### République d'Azerbaïdjan (1992-présent)
- Ilyas Ismayilov (1992-1995)
- Sudaba Hasanova[4] (1995-2000)
- Fikrat Mammadov[5] (2000 – présent)